# Mistyczne zaślubiny św. Katarzyny (obraz Hansa Memlinga)
Mistyczne zaślubiny św. Katarzyny (Ołtarz św. Janów, Tryptyk św. Janów) – tryptyk ołtarzowy namalowany przez Hansa Memlinga w latach 1475–79 w technice olejnej na desce. Zamówienie zostało zrealizowane dla kościoła szpitala św. Jana. Treść obrazu miała wysławiać Maryję i patronów szpitala. Dzieło znajduje się obecnie w Muzeum Memlinga w Brugii.

Mistyczne zaślubiny św. Katarzyny
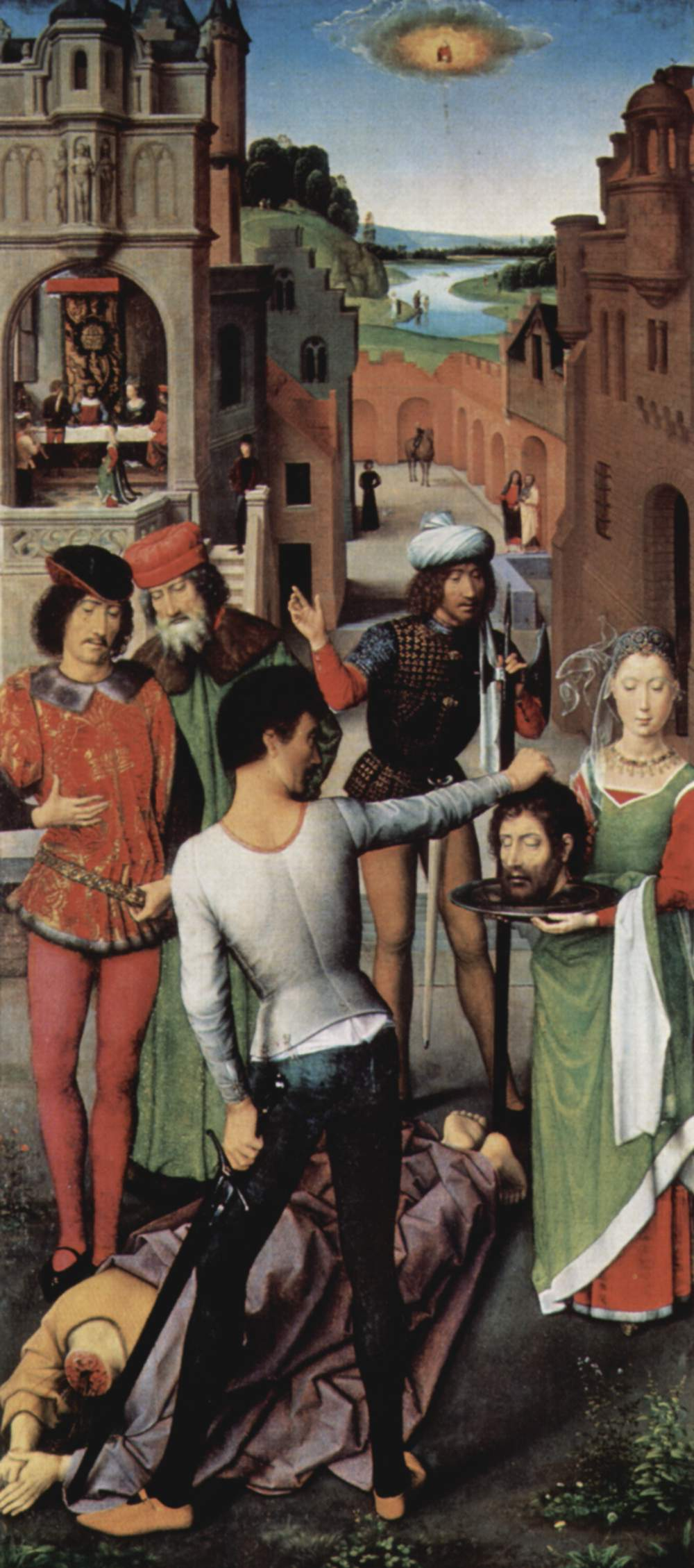
Ścięcie św. Jana Chrzciciela
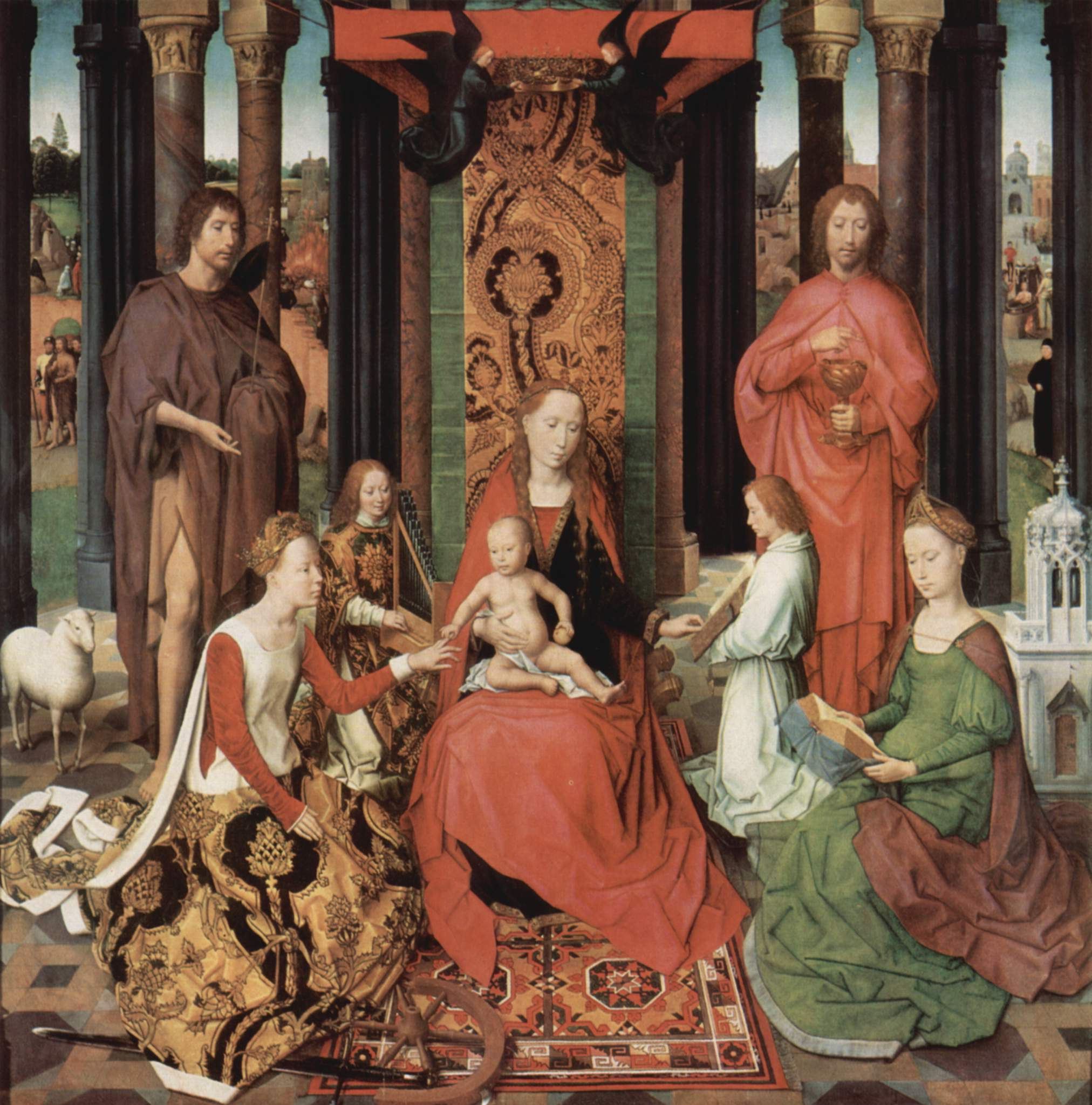
Mistyczne zaślubiny św.Katarzyny
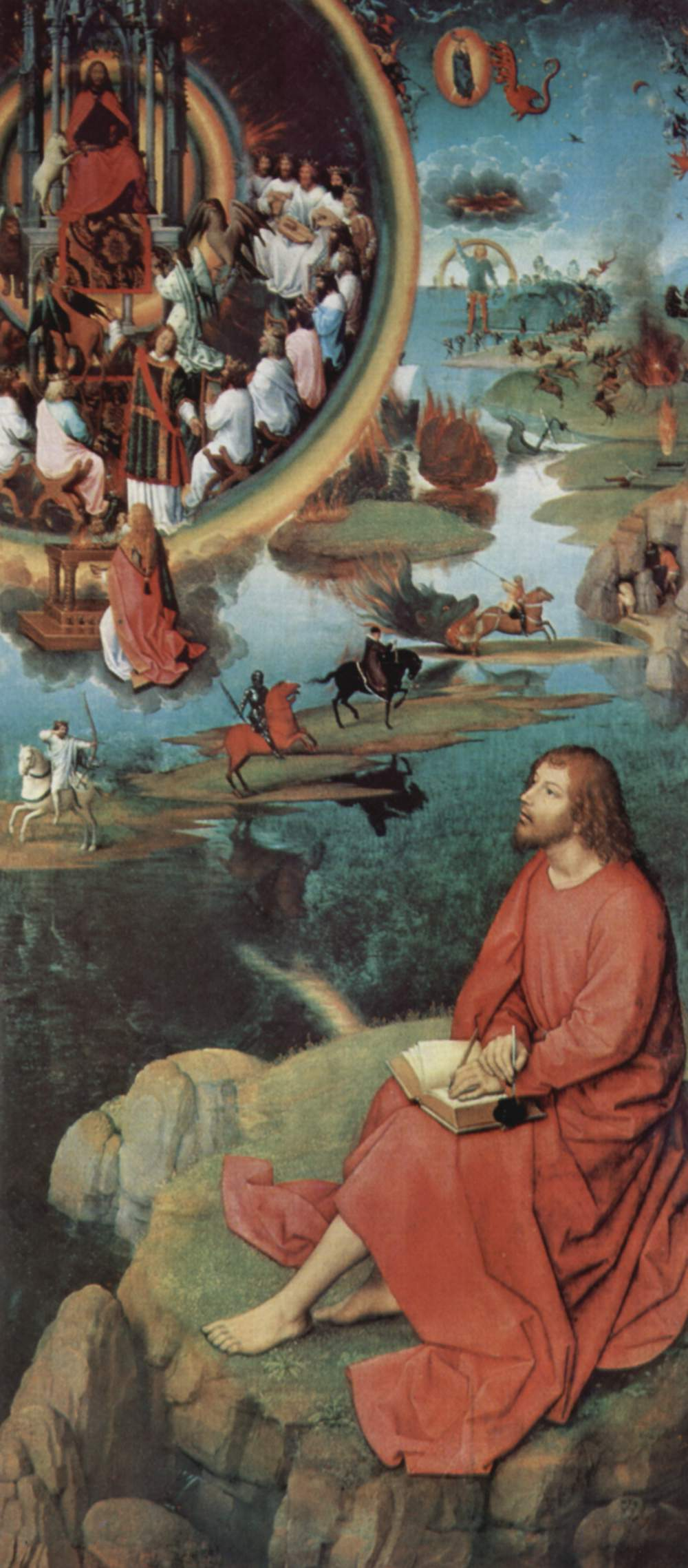
św. Jan Ewangelista na Patmos

Ołtarz po zamknięciu
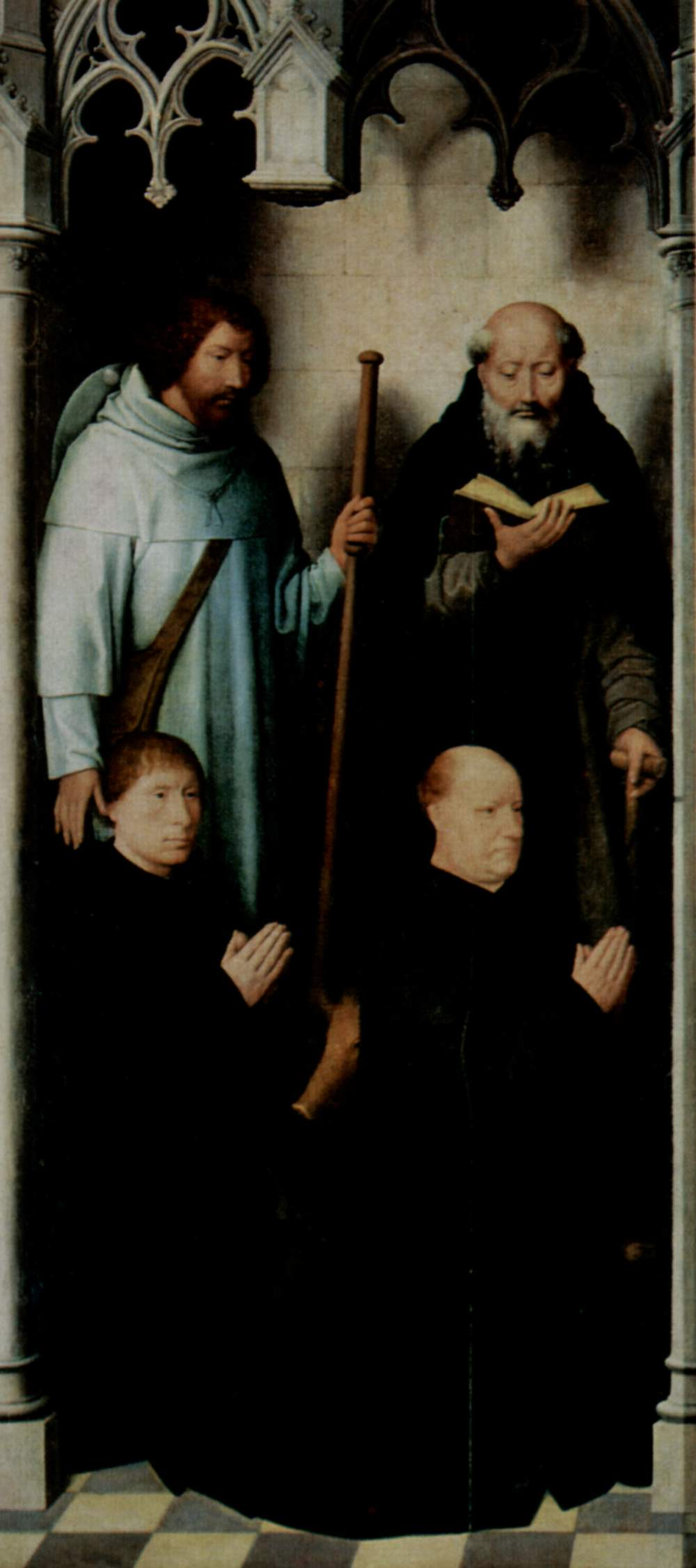
Św. Jakub Pielgrzym i św. Antoni z donatorami
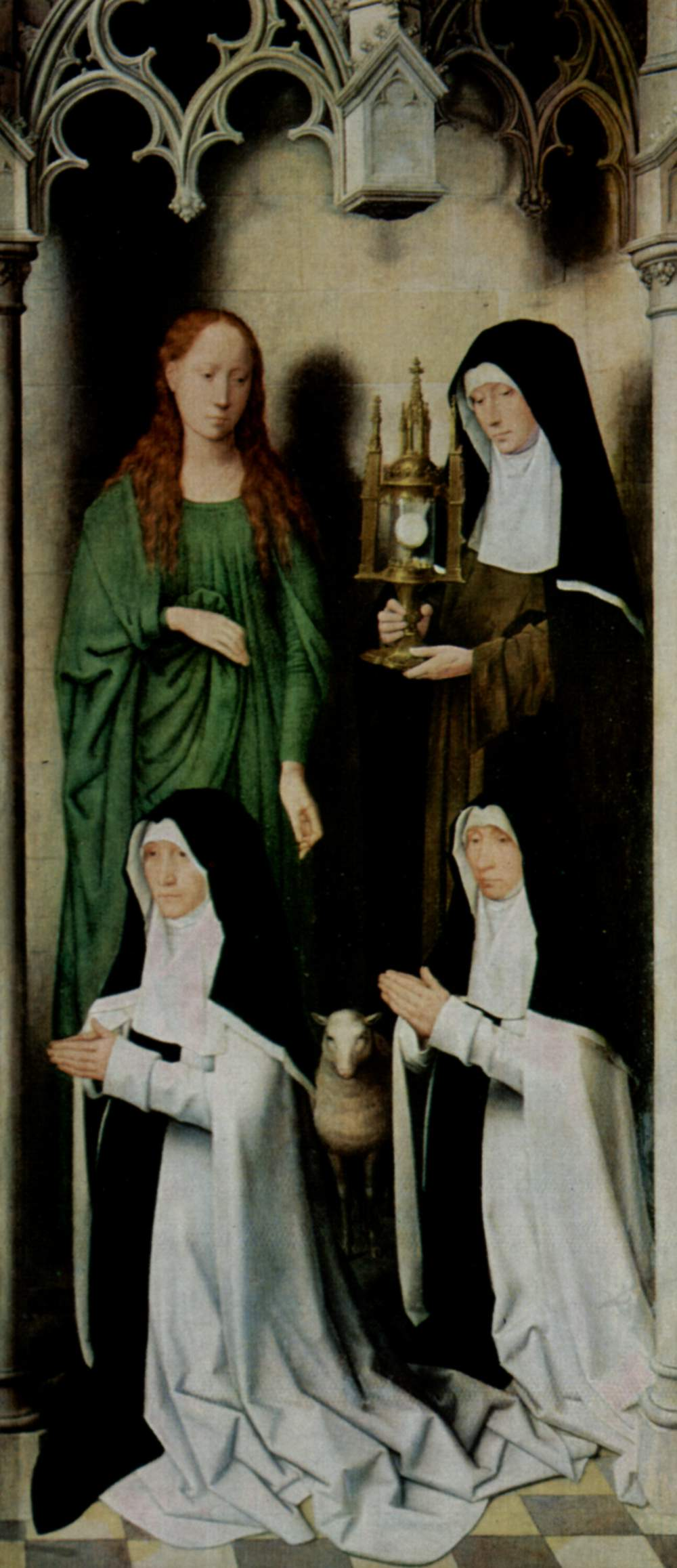
Święta Agnieszka i św. Klara z fundatorkami

Scena główna została oparta na formule Sacra Conversazione – przedstawia tronującą Madonnę z Dzieciątkiem w otoczeniu aniołów i świętych. Po lewej stronie widać św. Katarzynę z Aleksandrii, której mały Chrystus nakłada na palec pierścień. Spod sukni wysuwają się atrybuty świętej: połamane koło i miecz. Czytająca postać po prawej to św. Barbara, którą rozpoznać można po wieży znajdującej się tuż za nią. Z tyłu stoją święci Janowie: Jan Chrzciciel z lewej i Jan Ewangelista z prawej strony. W tle rozciąga się pejzaż. 
Na rewersach skrzydeł znajdują się portrety donatorów wraz z ich patronami. Są to zakonnicy: Antoine Seghers i Jacob de Kueninc oraz zakonnice: Agnes de Casembrood i Clara Van Hulsen. Lewe skrzydło przedstawia Ścięcie św. Jana Chrzciciela, natomiast prawe Św. Jana Ewangelistę na Patmos.